# 狭山 (東大和市)
狭山（さやま）は、東京都東大和市の町名。現行行政地名は狭山一丁目から狭山五丁目。郵便番号207-0003。

## 地理
東大和市の北東部に位置する。東から時計回りに、東大和市清水、東大和市仲原、東大和市高木、東大和市湖畔、東大和市多摩湖に隣接する。

### 河川
- 前川

## 交通

### 鉄道
| 近隣の駅                           |
| ---------------------------------- |
| 西武多摩湖線 - 武蔵大和駅（ST 06） |

### バス
- 西武バス立川営業所…周辺の路線を運行している。

### 道路
- 新青梅街道
- 東京都道253号保谷狭山自然公園自転車道線